# Скнилів (станція)
Скни́лів — проміжна залізнична станція Львівської дирекції Львівської залізниці на лінії Львів — Стрий між станціями Львів (5 км) та Оброшин (5,5 км). Розташована на західній околиці Львова, на вулиці Авіаційній, 2 Львівської міської ради Львівської області. Поруч зі станцією розташований Львівський державний авіаційно-ремонтний завод, Міжнародний аеропорт «Львів» імені Данила Галицького. Відстань до приміського залізничного вокзалу — 4,5 км.
Станція обслуговує приміські та вантажні поїзди Самбірського та Стрийського напрямків.

## Історія
У 1873 році відкрито перша черга залізниці Ерцгерцога Альбрехта Львів — Стрий завдовжки 73,5 км. Саме на цій лінії виникла станція Скнилів. Точна дата відкриття станції наразі не встановлена, однак відбулося це не пізніше 1925 року.
За радянських часів навколо станції Персенківка, а також Скнилів склався південний промисловий сектор, основу якого склали електротехнічні та енергетичні підприємства. Тут зосереджувалась група цегельних заводів (що пояснюється насамперед наявністю сировини) та завод будівельних матеріалів.
Станцію Скнилів використовували в рамках проведення у Львові Чемпіонату Європи з футболу 2012 року — саме сюди прибували додаткові приміські електропоїзди з Трускавця і Східниці із вболівальниками, звідки їх автобусами доставляли на стадіон «Арена Львів».
У березні 1980 року на перегоні між станціями Скнилів та Львів трапилося найбільша залізнична катастрофа за усі радянські роки роботи Львівської залізниці — зіткнення збірного електропоїзда ЕР2-3014/3017 із вантажним поїздом. Внаслідок залізничної катастрофи загинуло понад 10 пасажирів. В результаті головний вагон електропоїзда ЕР2-301401 у липні 1981 року був списаний.
Станція Скнилів використовується для вантажних перевезень, особливо її роль зросла в рамках підготовки до Євро-2012 — у цей період тут розвантажували щодоби до ста вагонів з будівельними матеріалами для будівництва стадіону «Арена Львів» та Львівського аеропорту імені Данила Галицького. Після Євро-2012 обсяги розвантажувальних робіт впали до 20–25 вагонів на добу. Окрім того, в рамках підготовки до Євро-2012 було капітально відремонтовано приміщення товарної контори.
27 квітня 2018 року, о 18:00, на станції Скнилів близько 200 пасажирів перекрили рух приміського електропоїзда сполученням Львів — Мукачево. Перекриття руху відбулося у зв'язку з тим, що людям не вистачило місць у чотирьох вагонах. Близько 20:40 пікетувальники розблокували залізничну колію, оскільки було подано рухомий склад у шестивагонному складі. Таким чином рух поїздів було відновлено.
21 травня 2018 року, близько 18:00, знову відбулося перекриття колій: цього разу перед приміським електропоїздом Львів — Сянки, а згодом — ще й було зупинено рух електропоїзда сполученням Львів — Лавочне. Пасажири годину блокували рух двох електропоїздів південного напрямку. Причиною стала нестача місць у поїзді. Станом на 19:30 рух на колії було відкрито. Пасажирам були надані додаткові вагони.
Лідером громадського виступу стала станція Скнилів, де впродовж 2018—2019 років було незаконно зупинено рух чотирьох приміських поїздів (один раз електропоїзд №6157 Львів — Мукачево, тричі електропоїзд № 6025 Львів — Сянки). Блокада електропоїзда сполученням Львів — Мукачево 27 квітня 2018 року була найбільшою за часом. Тоді рух залізничного транспорту було перекрито на 2 години 45 хвилин, що призвело до порушення графіку інших поїздів.
Незаконні блокування руху приміських поїздів по станції Скнилів:
| №    | Сполучення       | Дата              | Тривалість зупинки | Кількість поїздів, що порушили графік |
| ---- | ---------------- | ----------------- | ------------------ | ------------------------------------- |
| 6157 | Львів — Мукачево | 27 квітня 2018    | 2 год 45 хв        | 5 — до ст. Оброшин, 4 — до ст. Львів  |
| 6025 | Львів — Сянки    | 21 травня 2018    | 1 год 40 хв        | 2 — до ст. Оброшин, 3 — до ст. Львів  |
| 6025 | Львів — Сянки    | 20 серпня 2018    | 1 год 00 хв        | 2 — до ст. Оброшин, 1 — до ст. Львів  |
| 6025 | Львів — Сянки    | 28 листопада 2019 | 1 год 40 хв        | 2 — до ст. Оброшин, 3 — до ст. Львів  |

## Інфраструктура
Поруч зі станцією Скнилів розташована кінцева зупинка тролейбуса № 27 та маршрутного таксі № 27, а також курсує приміський автобусний маршрут № 199 (Приміський вокзал — с. Скнилів). Водночас станція не має зручного пасажирського сполучення з іншими частинами міста.

## Пасажирське сполучення
Оскільки станція Скнилів обслуговує електропоїзди Самбірського та Стрийського напрямку, то станом на початок 2020 року вона приймала 13 пар поїздів сполученням:
- Львів — Сянки (5);
- Львів — Лавочне (2);
- Львів — Моршин (1);
- Львів — Мукачево (1);
- Львів — Чоп (1);
- Львів — Трускавець (3).

## Проєкт будівництва євроколії
Будівництво євроколії зі Львова до польського кордону у листопаді 2019 року анонсував тодішній голова правління «Укрзалізниці» Євген Кравцов. Для реалізації цього проєкту обрали саме станцію Скнилів, щоб уникнути перевантаження головного львівського вокзалу. За даними «Інвестиційного атласу України», який був опублікований на сайті Кабінету Міністрів України 26 січня 2020 року, бюджет будівництва євроколії від залізничної станції «Скнилів» у Львові до державного кордону з Польщею (станція Мостиська II) становитиме 20,8 млн доларів США, а його завершення планується у 2021 році. Очікується, що нова євроколія забезпечить інтеграцію з європейською залізничною системою, надасть доступ залізничним підприємствам Євросоюзу до залізничної мережі «Укрзалізниці», скоротить час проходження митного контролю та очікування максимум до 4 годин і покращить якість сервісу перевезень. Крім того, уряд розраховує на приріст пасажиропотоку за напрямками Україна — Європейський Союз до трьох пасажирських поїздів на день, тобто 634 тис. пасажирів на рік.